# Pseudohydromys ellermani
Pseudohydromys ellermani је врста глодара из породице мишева (лат. Muridae). 

## Распрострањење
Врста је присутна у Индонезији и Папуи Новој Гвинеји.

## Станиште
Врста Pseudohydromys ellermani има станиште на копну.
Врста је по висини распрострањена до 3.000 метара надморске висине. 

## Угроженост
Ова врста није угрожена, и наведена је као последња брига јер има широко распрострањење.

### Популациони тренд
Популациони тренд је за ову врсту непознат.